# Амичи (лунный кратер)
Кратер Амичи (лат. Amici) — ударный кратер в гористой экваториальной области на обратной стороне Луны. Название дано в честь итальянского астронома, оптика и ботаника Джованни Амичи (1786—1863); утверждено Международным астрономическим союзом в 1970 г.

## Описание кратера

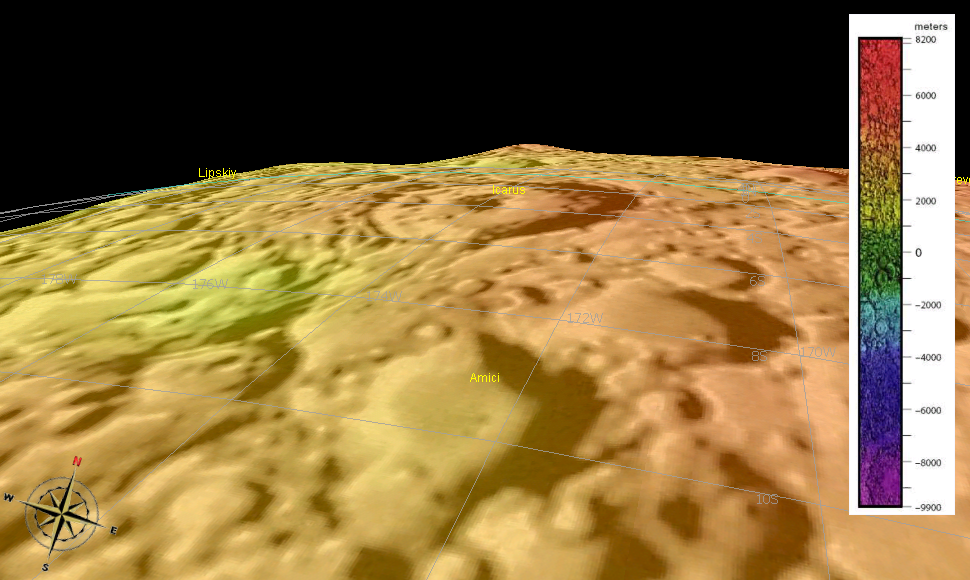
Экранный снимок программы World Wind.

Ближайшими соседями кратера являются кратер Дедал на северо-западе; кратер Икар на севере; кратер Рака на юго-западе и кратер Мак-Келлар на юге. Селенографические координаты центра кратера 10°04′ ю. ш. 172°14′ з. д. / 10,06° ю. ш. 172,23° з. д., диаметр 52 км, глубина 2,4 км.
Вал кратера имеет полигональную форму, значительно поврежден последующими импактами. В южной части вал кратера пересечен долиной, тянущейся к сателлитному кратеру Амичи M. Высота вала над окружающей местностью составляет 1160 м, объём кратера приблизительно 2400 км³. Дно чаши кратера сравнительно ровное, испещрено многочисленными мелкими кратерами.

## Сателлитные кратеры
| Амичи | Координаты                                              | Диаметр, км |
| ----- | ------------------------------------------------------- | ----------- |
| M     | 11°49′ ю. ш. 172°01′ з. д. / 11,81° ю. ш. 172,02° з. д. | 108         |
| N     | 11°53′ ю. ш. 172°32′ з. д. / 11,88° ю. ш. 172,54° з. д. | 37,6        |
| P     | 12°21′ ю. ш. 174°08′ з. д. / 12,35° ю. ш. 174,13° з. д. | 24,9        |
| Q     | 12°20′ ю. ш. 175°53′ з. д. / 12,34° ю. ш. 175,89° з. д. | 43,6        |
| R     | 11°30′ ю. ш. 175°19′ з. д. / 11,5° ю. ш. 175,32° з. д.  | 34,8        |
| T     | 9°55′ ю. ш. 174°04′ з. д. / 9,91° ю. ш. 174,07° з. д.   | 38,1        |
| U     | 8°45′ ю. ш. 175°28′ з. д. / 8,75° ю. ш. 175,47° з. д.   | 88,7        |

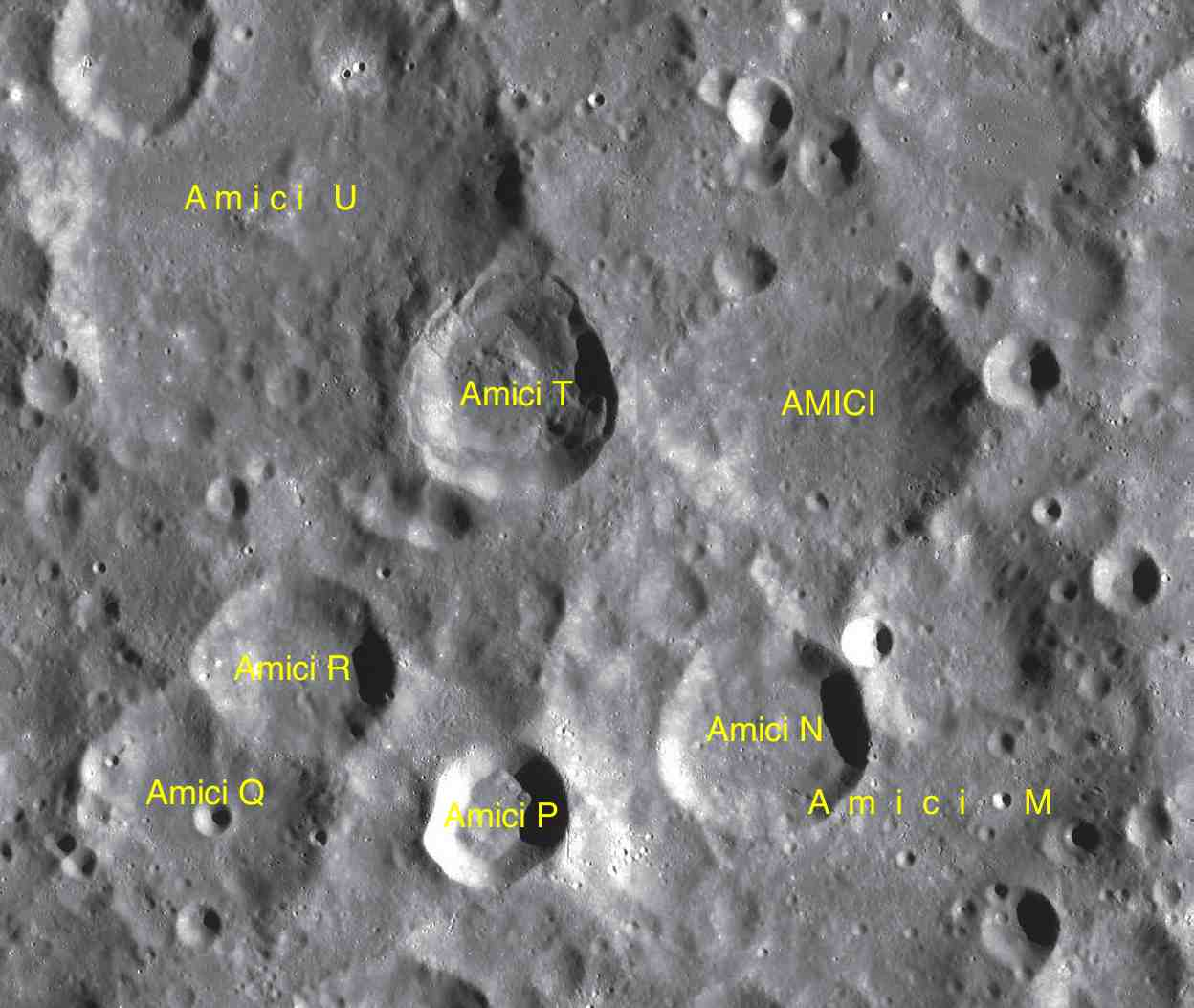
Фрагмент карты LAC-86.

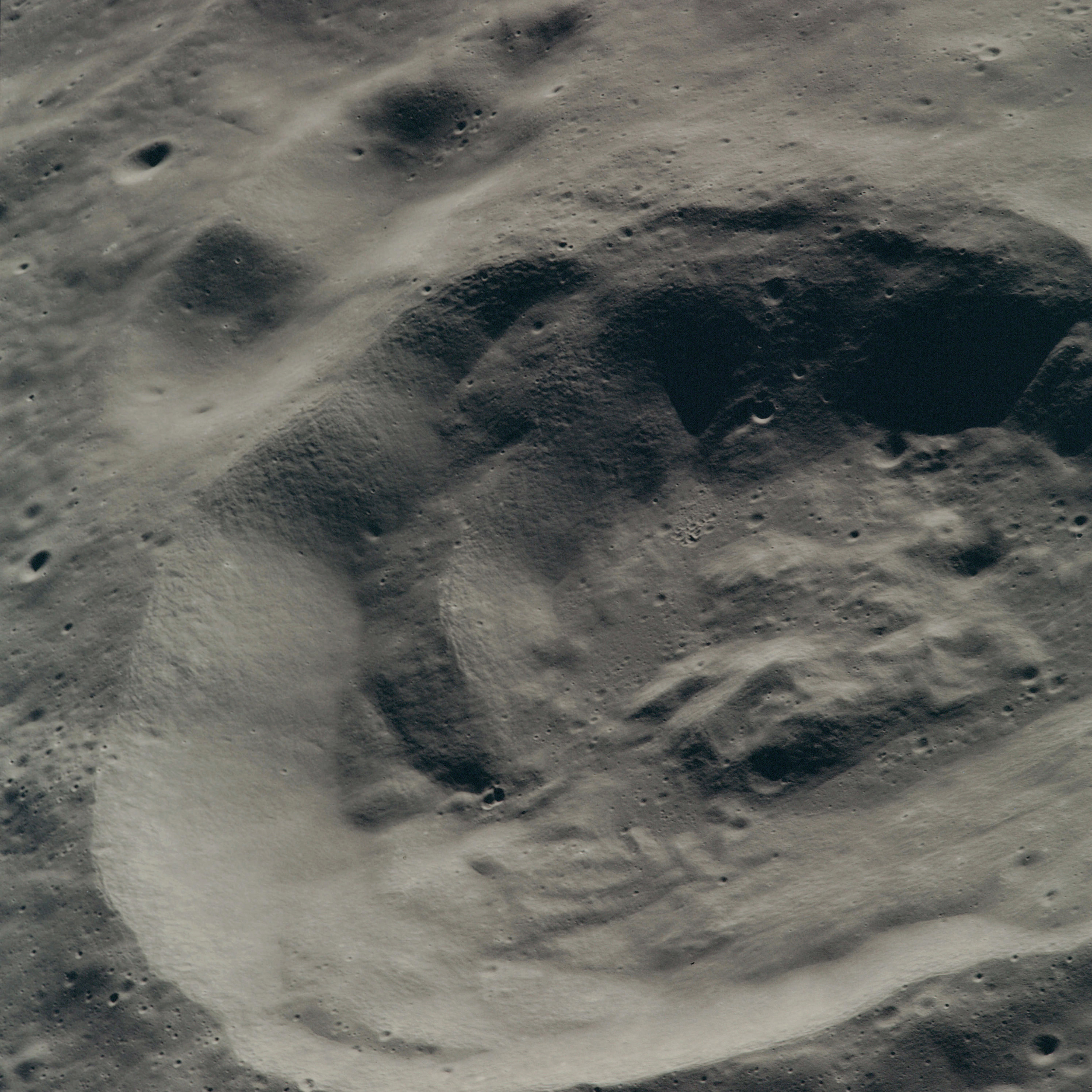
Сателлитный кратер Амичи T — снимок с борта Аполлон-8.

- Образование сателлитных кратеров Амичи M и U относится к донектарскому периоду[3].
- Образование сателлитных кратеров Амичи N и R относится к нектарскому периоду[3].
- Образование сателлитного кратера Амичи T относится к эратосфенскому периоду[3].